# Вонлярлярский, Александр Александрович
Александр Александрович Вонлярлярский (20 марта 1802 — 2 июня 1861) — статский советник, крупный подрядчик по постройке шоссейных и железных дорог, устроитель усадьбы Вон-Лярово под Смоленском; прозванный современниками «Monte-Cristo» за роскошную жизнь. Брат писателя В. А. Вонлярлярского.

## Биография
Сын участника суворовских походов подпоручика Александра Васильевича Вонлярлярского (1776—1853) от брака его с Софьей Ивановной Храповицкой (1782— ?). Получил домашнее воспитание. По воспоминанию современницы, дом Вонлярлярских в усадьбе Рай:

славился своим гостеприимством и равно, как и городской их дом, ежедневно полный народом; кроме красивых трех дочерей и трех сыновей, у Лярских воспитывались разные племянницы и родственники; каждый вечер у них можно было встретить все, что жило и приезжало в Смоленск, военную и штатскую молодежь, и импровизированные танцы, и «jeux de societe» (светские игры).
Службу начал в лейб-гвардии Семёновском полку, после бунта полка в 1820 году попал в Бутырский полк. Состоял адъютантом у генерала И. А. Набокова и вышел в отставку в чине поручика. Женившись на богатой наследнице Полторацкой, проживал в своих имениях в Смоленской губернии, в Москве или заграницей. С 1842 года исправлял должность уездного предводителя дворянства Смоленского уезда. В это время он жил «скромно и расчетливо», но переехав окончательно в Петербург, через особое покровительство графа П. А. Клейнмихеля пошел в гору. Согласно воспоминаниям А. И. Дельвига, «умный Вонлярлярский при содействии В. А. Нелидовой, получил огромные подряды, давшие ему средства широко жить».
В 1846 году ему было поручено строительство 500-верстного шоссе от Москвы до Варшавы на участке  Малоярославец—Бобруйск за 5 100 000 рублей и цена эта была завышена более чем в шесть раз. Результатом его деятельности было то, что строительство продолжалось дольше положенного срока, а израсходовано было 9 000 000 рублей. Одновременно с этим Вонлярлярский искал другие выгодные подряды. В 1847 году вызвался создать товарищество для строительства железной дороги Москва—Нижний Новгород в 12 000 000 рублей, но министерство финансов ему отказало. В 1851 году за свою работу получил от Николая I внеочередное звание статского советника (26.09.1851) и причислен к первому отделению Собственной Е. И. В. канцелярии. Представления эти были сделаны без ведома графа Клейнмихеля и конечно ему не понравились. Граф потребовал от Вонлярлярского разъяснения о причинах перерасхода средств при строительстве шоссе.
В ответ Вонлярлярский через В. Нелидову передал государю прошение, в котором жаловался, что граф отказывается выплачивать ему 1 млн. рублей за произведенные работы и разоряет его, и лишает возможности оплатить рабочим их труд. Спор этот наделал много шума в Петербурге и очень заинтересовал императора. С одной стороны был Вонлярлярский, поддерживаемый Николаем I и Нелидовой, с другой Клейнмихель, поддерживаемый всем кабинетом министров и А. Ф. Орловым. По делу была назначена комиссия, которая «решила, что все претензии Вонлярлярского справедливы, император приказал уплатить ему все причитающееся». 
В 1856 году при К. В. Чевкине Вонлярлярский вновь пытался предложить правительству свой проект Нижегородской железной дороги. Но Чевкин отказал, считая проект не доработанным и впоследствии отдал подряд Главному обществу российских железных дорог. Вонлярлярский подал прошение на имя императора Александра II, в ответ на которое получил выговор от Чевкина. Последний в весьма резкой форме дал ему понять, что все последующие прошения его будут рассматриваться как неосновательные и неуместные.
Спекулятивная деятельность А. А. Вонлярлярского позволяла ему вести расточительный образ жизни, «миллионы, буквально таяли у него в руках». В Петербурге по проекту архитектора М. Д. Быковского он выстроил дом на Английской набережной у самого Николаевского моста, который стал одним из первых примеров неоренессанса в застройке города. В своем наследственном смоленском имении Вонлярово он создал роскошный дворцово-парковый комплекс, нечто вроде итальянского палаццо, с фонтанами и с водой проведенной до третьего этажа дома, разбил большой английский парк и «давал лукулловы праздники». В 1853 году в усадьбе по проекту Быковского он построил храм Александра Невского. Автором всего декоративного убранства был художник М. О. Микешина, который обучался на средства Вонлярлярского в Академии художеств. По словам графа М. Д. Бутурлина:

 Вонлярлярский был любезнейший человек, вполне созданный для общественной жизни, веселого нрава, услужливого до крайности, и добрейшей души, но со склонностью пустить при удобном случае пыль в глаза. Поговоркой у него было, «что надо стремиться к невозможному, чтобы получить лишь возможное». И признавался, что деятелен и предприимчив потому, что на душе у него спокойно, а спокойно на душе потому, что дома у него семейное счастье.
Роскошной жизнью своей и прожектами Вонлярлярский порядочно расстроил своё состояние и детям оставил не так много. Скончался скоропостижно летом 1861 года и был похоронен в усадьбе Вонлярово у апсиды храма Александра Невского.

## Семья

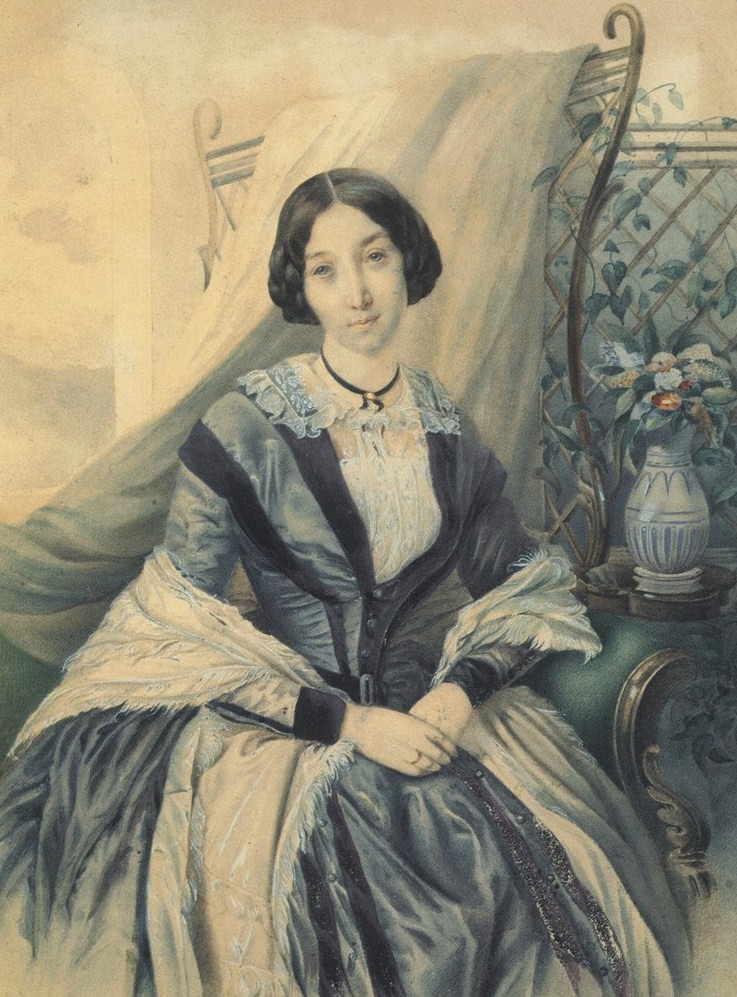
Вера Дмитриевна на рисунке М. О. Микешина

Жена  — Вера Дмитриевна Полторацкая (1812—1872), дочь Д. М. Поторацкого и внучка библиофила П. К. Хлебникова. Выросла в атмосфере духовных и литературных интересов, среди музыкантов и художников. Была женщина «достойнейшая и милая» и «в интимном кружке она не скрывала своего страха от все более и более расширявшихся размеров предприятий своего мужа». Похоронена рядом с мужем в усадьбе Вонлярово. Дети:
- Софья (1833—08.07.1850), умерла от чахотки в Веймаре, похоронена в имении отца Смоленской губернии.
- Анна (1834—1902), с 1857 года замужем за генерал-лейтенантом В. И. Деном.
- Александр (1835—1897), паж (1849), поручик в отставке; почетный мировой судья. Владелец родового имения Вонлярово. Был женат на Анне Петровне Вырубовой (1841—1898), у них три дочери.
- Сергей (1837—1890), паж (1849), гвардии корнет, чиновник по особым поручениям.
- Николай (1844—1902), надворный советник, помощник генерального комиссара князя В. Н. Тенишева и член Высочайше учрежденной комиссии по проведению Всемирной выставки в Париже.
- Ольга (1850—1920), благотворительница, создала в Смоленске общество Красного Креста, состояла попечительницей Общины сестёр милосердия. После революции отказалась от эмиграции и была расстреляна.
- Вера (25.04.1853[6]—1901), в замужестве за смоленским уездным предводителем дворянства А. В. Рачинским.

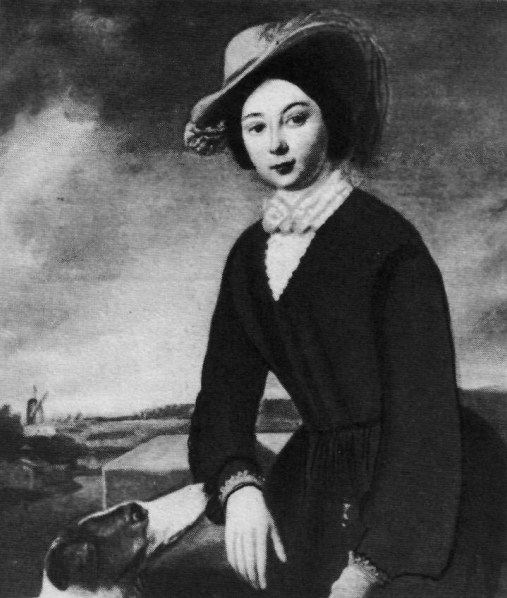
Анна
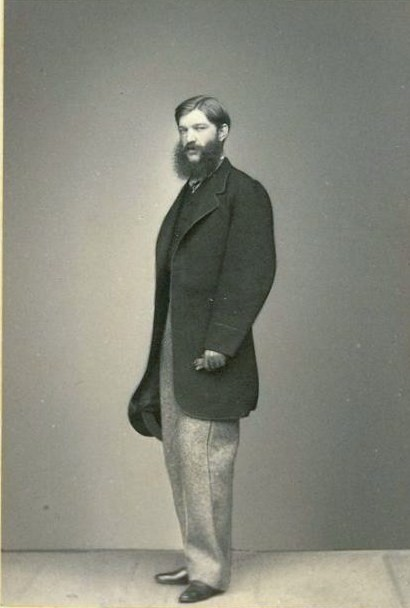
Александр
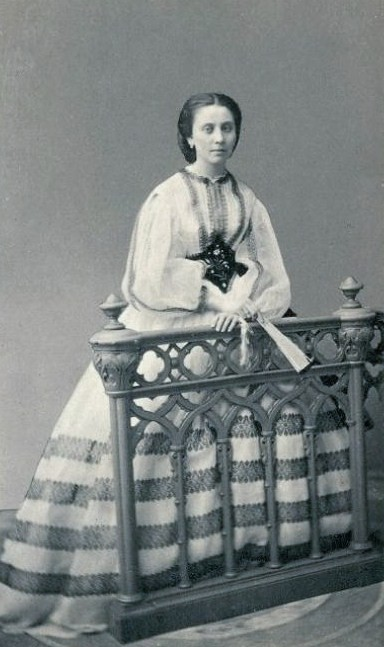
Анна, невестка
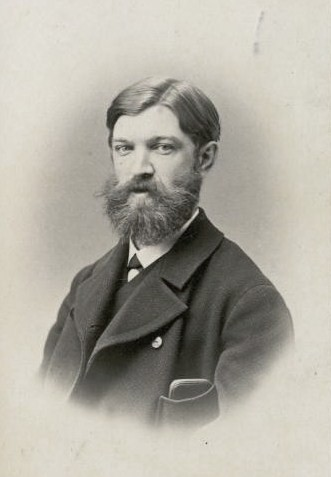
Николай
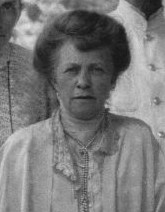
Ольга